# Dilophus tetracanthus
Dilophus tetracanthus är en tvåvingeart som beskrevs av Edwards 1930. Dilophus tetracanthus ingår i släktet Dilophus och familjen hårmyggor. Inga underarter finns listade i Catalogue of Life.